# David A. Baldwin
Pour les articles homonymes, voir Baldwin.
 (février 2024).
 David A. Baldwin  est un chasseur de fossiles et paléontologue américain. Il est né en 1835 dans l’Ohio, et vécut à Farmington dans le Nouveau-Mexique. Il est connu pour avoir travaillé sur le terrain pour le compte des deux protagonistes de la guerre des os, Othniel Charles Marsh et Edward Drinker Cope.

## Biographie
Il travaille pour le compte de O.C.Marsh à partir de 1876 jusqu’en 1880, comme chasseur de fossiles au Nouveau-Mexique. Mais à la suite d'un conflit entre les deux hommes, il continue son travail sur le terrain pour le compte de E.D. Cope de 1880 à 1888 jusqu’au moment où Cope dilapida sa fortune. Cela permit toutefois à Cope d’assembler sa collection de mammifères du paléocène qui se trouve maintenant à l'American Museum of Natural History à New York. Ce qu’il est advenu de D. Balwin après cela n’est pas connu.

## Travaux
La majorité des informations sur les travaux de D. Baldwin proviennent de ses échanges épistolaires avec Marsh, puis Cope. Il collecta principalement des mammifères fossiles mais aussi des dinosaures. Ses activités de prospection sur le terrain dans le Nouveau-Mexique se sont concentrés en particulier aux bassins des rivières San Juan et Gallinas river.
D. Baldwin est crédité pour la découverte du premier mammifère du Paléogène du Nouveau Monde en 1879, plus tard décrit par Cope comme Periptychus rhabdodon.
Il découvre aussi le dinosaure Coelophysis en 1881.
Il fut également l’un des premiers à partir de 1876 à utiliser une couche d’argile pour envelopper les fossiles sur les sites afin de les préserver lors de l’extraction et le transport, une approche toujours d’actualité.